# Ghorfa
La ghorfa (en arabe : غرفة [ḡurfah]) est l'élément de base d'un ksar que l'on trouve au Maghreb.

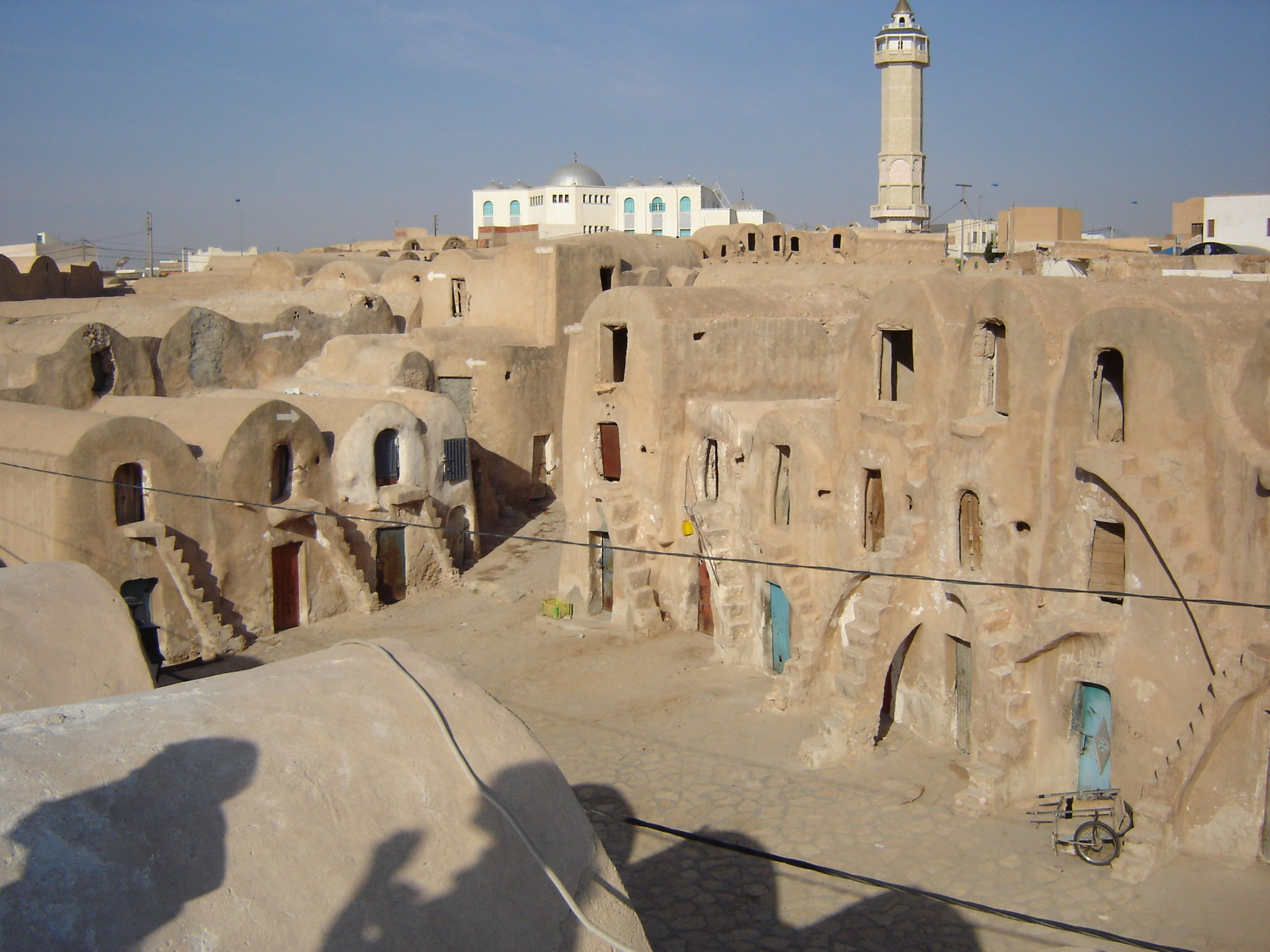
Ghorfas de Médenine (Tunisie).

Une ghorfa est une sorte de grenier servant à emmagasiner des denrées : des céréales dans la partie basse, des olives et des fromages dans la partie haute. L'aération est assurée par deux trous dans les murs extérieur et intérieur créant un courant d'air. Ces cellules voûtées ont la forme d'un demi-cylindre clos du côté extérieur du ksar et muni d'une porte ouvrant sur la cour. Chaque ksar peut comporter de un à six étages comptant des centaines de ghorfas (en moyenne deux cents). Ksar Ouled Soltane détient un record avec quatre cents ghorfas.
À moins d'appartenir à une même tribu, deux ghorfas voisines ne communiquent pas et l'espace parfois aménagé entre elles permet de dissimuler les produits de valeur.

## Galerie

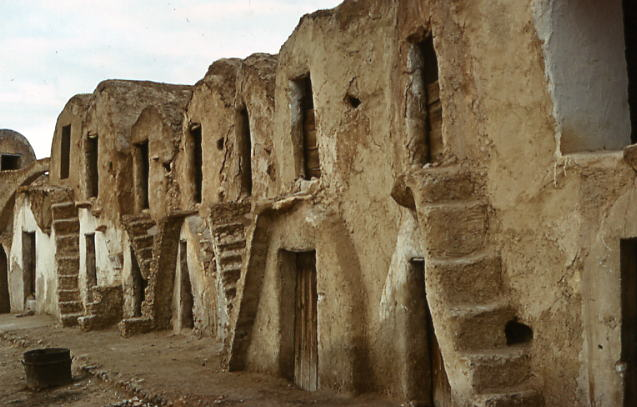
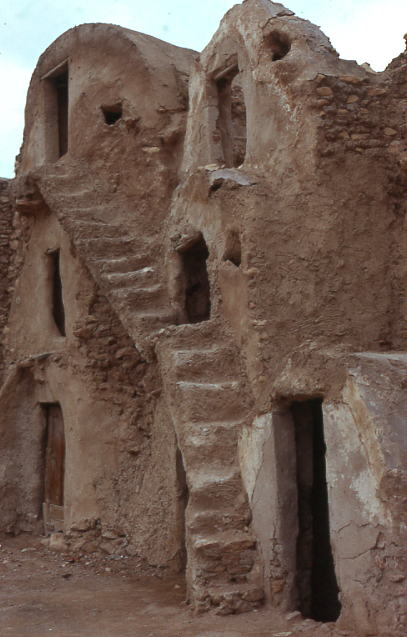
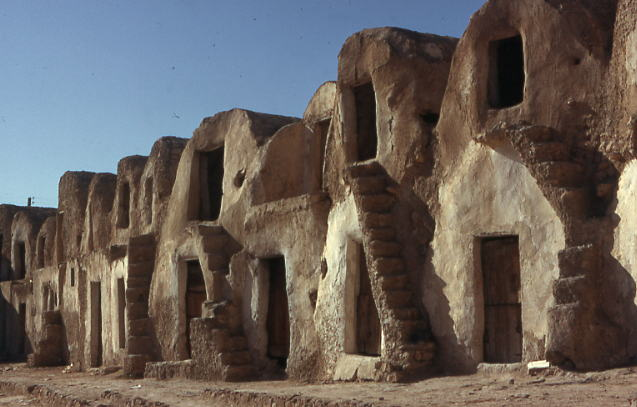
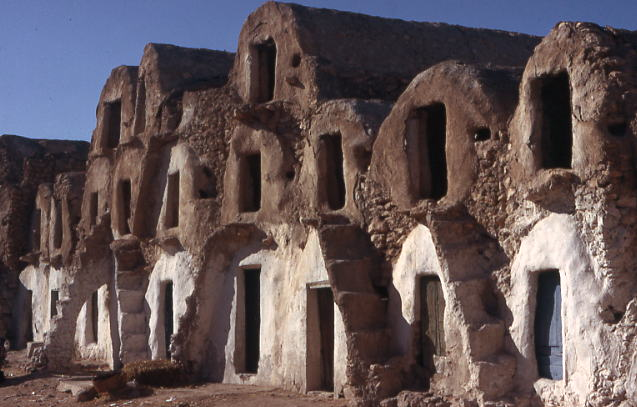